# Serrekunda
Serrekunda eller Serekunda är den största staden i Gambia, och den ligger sydväst om Banjul. Den är känd för sina marknader, sina silkesbomullträd, sina Black Cow-djembetrummor och sin wrestlingarena. Närliggande städer är Kanifing, Latrikunda, Sukuta och London Corner.
Serrekunda ligger i huvudstadsområdet Greater Banjul Area, i distriktet Kanifing.

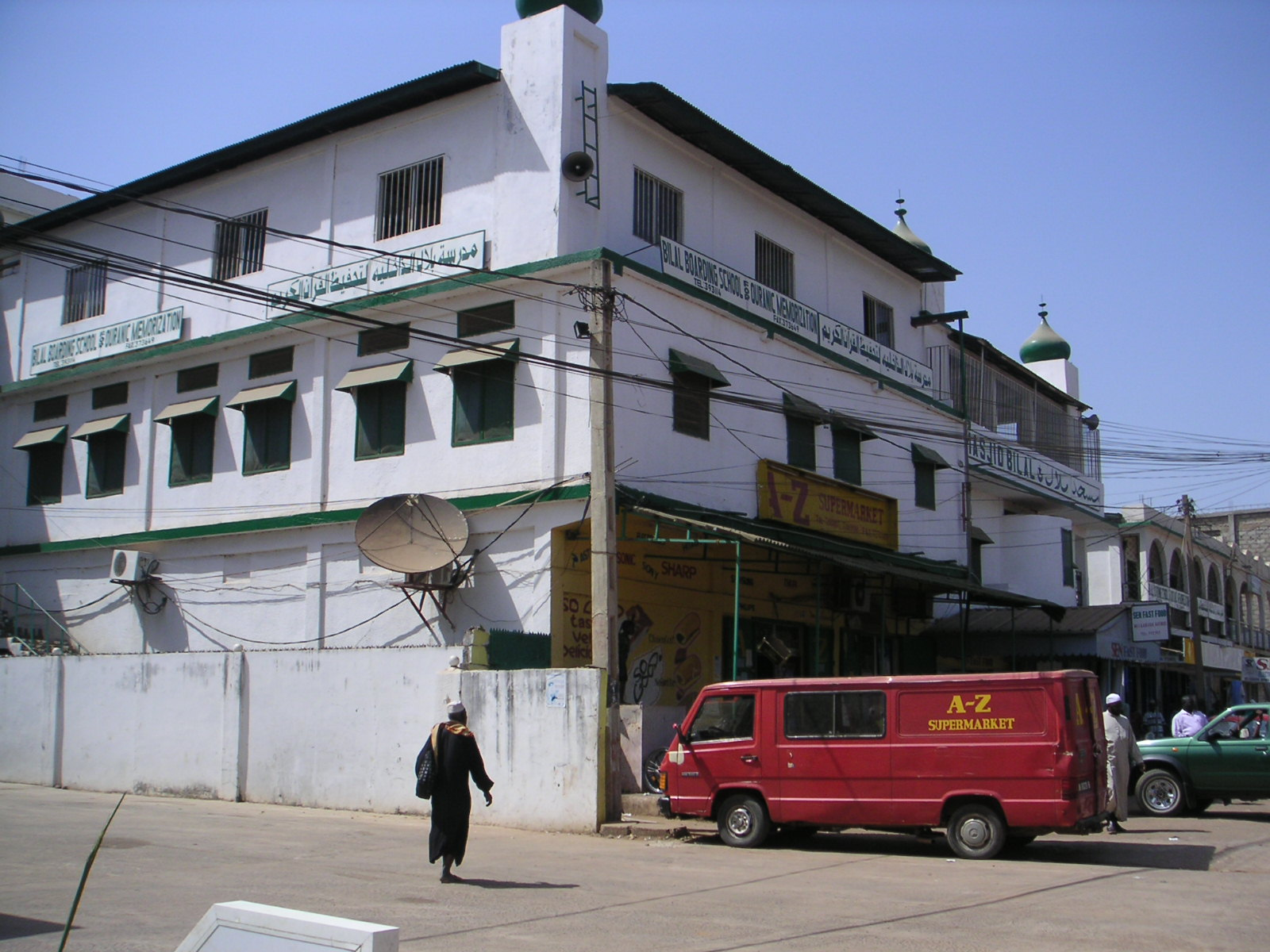
Serrekunda

## Klimat
Klimatet är tropiskt med en regnperiod från juni till oktober.
|                                            | Jan | Feb | Mar | Apr | Maj | Jun | Jul | Aug | Sep | Okt | Nov | Dec |
| ------------------------------------------ | --- | --- | --- | --- | --- | --- | --- | --- | --- | --- | --- | --- |
| Normaldygnets maximitemperaturs medelvärde | 28  | 30  | 31  | 30  | 30  | 30  | 30  | 29  | 30  | 30  | 30  | 28  |
| Normaldygnets minimitemperaturs medelvärde | 18  | 20  | 20  | 21  | 22  | 25  | 25  | 24  | 23  | 23  | 21  | 19  |
|                                            |     |     |     |     |     |     |     |     |     |     |     |     |
| Nederbörd                                  | 0   | 0   | 0   | 0   | 0   | 123 | 297 | 257 | 206 | 76  | 1   | 0   |

| Diagram | temperaturer i °C • månadsnederbörd i mm | temperaturer i °C • månadsnederbörd i mm | temperaturer i °C • månadsnederbörd i mm | temperaturer i °C • månadsnederbörd i mm | temperaturer i °C • månadsnederbörd i mm | temperaturer i °C • månadsnederbörd i mm | temperaturer i °C • månadsnederbörd i mm | temperaturer i °C • månadsnederbörd i mm | temperaturer i °C • månadsnederbörd i mm | temperaturer i °C • månadsnederbörd i mm | temperaturer i °C • månadsnederbörd i mm | temperaturer i °C • månadsnederbörd i mm |
|         | 0 28 18                                  | 0 30 20                                  | 0 31 20                                  | 0 30 21                                  | 0 30 22                                  | 123 30 25                                | 297 30 25                                | 257 29 24                                | 206 30 23                                | 76 30 23                                 | 1 30 21                                  | 0 28 19                                  |